# Rocky Aur Rani Kii Prem Kahaani
Pour plus de détails, voir Fiche technique et Distribution.
Rocky Aur Rani Kii Prem Kahaani (littéralement L'Histoire d'amour de Rocky et Rani) est un film indien réalisé par Karan Johar, sorti en 2023.

## Synopsis
Rocky Randhawa, issu d'une famille de riches entrepreneurs autoritaires, rencontre Rani Chatterjee, présentatrice de télévision fille d'un danseur et d'une professeure, en essayant de rapprocher leurs grands-parents respectifs. Bien que tout les oppose, ils tombent amoureux, et réussissent à dépasser leurs différences malgré leurs difficultés et la désapprobation familiale.

## Fiche technique
Sauf indication contraire, les informations mentionnées dans cette section peuvent être confirmées par la base de données cinématographiques IMDb,  présente dans la section « Liens externes ».
- Titre original : Rocky Aur Rani Kii Prem Kahaani
- Réalisation : Karan Johar
- Scénario : Shashank Khaitan, Ishita Moitra et Sumit Roy
- Photographie : Manush Nandan
- Montage : Nitin Baid
- Musique : Pritam Chakraborty
- Pays d'origine : Inde
- Langues : Hindi
- Format : Couleurs
- Genre : comédie dramatique
- Durée : 168 minutes
- Date de sortie :
  - Monde  : 28 juillet 2023

## Distribution
- Ranveer Singh : Rocky Randhawa
- Alia Bhatt : Rani Chatterjee
- Jaya Bachchan : Dhanalaxmi Randhawa
- Dharmendra : Kanwal Lund Randhawa
- Shabana Azmi : Jamini Chatterjee
- Tota Roy Chowdhury : Chandon Chatterjee
- Churni Ganguly : Anjali Chatterjee
- Aamir Bashir : Tijori Randhawa
- Kshitee Jog : Punam Randhawa
- Anjali Anand : Gayatri Randhawa
- Namit Das : Shomen

## Production
Le film a été censuré par le Central Board of Film Certification pour deux scènes : l'une d'elle dans un magasin de lingerie, et l'autre faisant référence à Mamata Banerjee.

## Accueil
Le film obtient obtient 83 % d'avis positifs sur Rotten Tomatoes, sur la base de 23 commentaires collectés, avec une note moyenne de 6,7/10. Sur Allociné, il obtient la note moyenne de 3,2/5.
Le journal Le Point le définit comme le huitième plus grand succès du cinéma indien.